# بيترو روكا
بيترو روكا هو كاتب وسياسي فرنسي، ولد في 28 سبتمبر 1887 في فيكو ‏ في فرنسا، وتوفي بنفس المكان في 7 يونيو 1966.